# Hip-Hopla
Hip-Hopla – druga po S.P. płyta kompilacyjna z nagraniami polskich wykonawców rap i hip-hop, wydana 8 listopada 1997 przez wytwórnię S.P. Records. Na płycie pojawiło się kilku tych samych wykonawców co na poprzedniej, m.in. Funk Jello i Black Scratch, większość stanowili jednak nowi przedstawiciele tej muzyki oraz inne zespoły nagrywające dla SP Records.

## Lista utworów
Źródło.
1. 3xKlan – „Zielona relacja”
2. New Da Wont – „Jazz Burger Cafe”
3. Thinkadelic – „Mały króliczek”
4. V.E.T.O. – „V.E.T.O. Style”
5. Głębia Głów – „Atak”
6. Kazik – „Ostatnia taśma”
7. Soja – „Opium”
8. Wzgórze Ya-Pa 3 – „Południowy wschód”
9. Funk Jello – „Samobójcy”
10. Black Scratch – „Acyd Rein”
11. Hocoos Pocoos – „Czarna owca ”
12. Kaliber 44 – „Może tak, może nie”
13. Tomatoes – „Gangstery”
14. Ptaki – „Ucieczka”